# Criella austrocaledonica
Criella austrocaledonica är en svampart som först beskrevs av Crié, och fick sitt nu gällande namn av Sacc. & P. Syd. 1902. Criella austrocaledonica ingår i släktet Criella och familjen Rhytismataceae.   Inga underarter finns listade i Catalogue of Life.